# 竹ノ子島
竹ノ子島（たけのこじま）は、山口県下関市の南西端にある島。

## 概要
下関市南西部の彦島の北西端部、南風泊漁港の対岸に位置する細長い島である。
島の南東部の南風泊市場の対岸に造船所があるが、それ以外の場所は概ね住宅・山林・農地などとなっている。西南端の台場鼻には台場鼻潮流信号所がある。島の裏は海岸で天気が良いと対岸の北九州工業地帯や六連島を見ることができる。しかし、ペットボトルなどの漂流・漂着ごみが落ちていることが多く、海岸が汚い。
彦島との間には竹ノ子島橋が架かっており、彦島や下関市中心部との間を車で移動することが可能である。造船所の隣から山口県道250号南風泊港線が南西の竹ノ子島橋に向かって延びている。同道は竹ノ子島橋・彦島を経て下関駅付近に通じている。この県道以外にも、島内にはいくつかの細い道が延びている。
島内にはバス路線はないが、彦島側の竹ノ子島橋のたもと付近にサンデン交通バスの「竹の子島」バス停があり、下関駅などへのバスが運行されている。島外から行く場合は下関駅よりサンデン交通バス71番・73番系統竹の子島行きに乗車し終点で下車。